# Яблоневский сельсовет (Липецкая область)
Яблоневский сельсове́т — сельское поселение в Лебедянском районе Липецкой области. 
Административный центр — село Яблонево.

## История
В соответствии с законами Липецкой области №114-оз от 02.07.2004 и №126-оз от 23.09.2004 Яблоневский сельсовет наделён статусом сельского поселения, установлены границы муниципального образования.

## Население
| 2010 | 2012 | 2013 | 2014 | 2015 | 2016 | 2017 |
| ---- | ---- | ---- | ---- | ---- | ---- | ---- |
| 450  | ↘438 | ↘423 | ↘412 | ↘406 | ↗407 | ↘401 |
| 2018 | 2021 |      |      |      |      |      |
| ↘380 | ↘370 |      |      |      |      |      |

## Состав сельского поселения
| № | Населённый пункт | Тип населённого пункта       | Население |
| - | ---------------- | ---------------------------- | --------- |
| 1 | Бибиково         | деревня                      | 27        |
| 2 | Большой Верх     | деревня                      | 225       |
| 3 | Буравцева        | деревня                      | 16        |
| 4 | Осиново          | деревня                      | 22        |
| 5 | Стрельниковский  | посёлок                      | 0         |
| 6 | Хрущёвка         | деревня                      | 7         |
| 7 | Яблонево         | село, административный центр | 153       |